# Vitrai-sous-Laigle
Vitrai-sous-Laigle is een gemeente in het Franse departement Orne (regio Normandië) en telt 190 inwoners (1999). De plaats maakt deel uit van het arrondissement Mortagne-au-Perche.

## Geografie
De oppervlakte van Vitrai-sous-Laigle bedraagt 11,5 km², de bevolkingsdichtheid is 16,5 inwoners per km².
De onderstaande kaart toont de ligging van Vitrai-sous-Laigle met de belangrijkste infrastructuur en aangrenzende gemeenten.

## Demografie
Onderstaande figuur toont het verloop van het inwonertal (bron: INSEE-tellingen).
1. ↑  Populations de référence 2022.